# 爱尔兰城市列表
愛爾蘭共和國有5座城市。《2001年地方政府法案》定明「城市」必須經由法律定義，同時確立愛爾蘭共和國只有5座城市，每座城市的地方政府皆為市議會。雖然愛爾蘭曾是英國的一部分，但現今愛爾蘭共和國城市地位與英國城市地位的模式是完全不同的。
1609年，基爾肯尼獲英格蘭國王詹姆斯一世頒授皇家特許狀由鎮升格為城市，但《2001年地方政府法案》沒有把她列為城市，所以其城市地位至此被正式撤消。
1667年，卡舍爾和蒂珀雷里郡獲英格蘭國王查理二世頒授皇家特許狀由鎮升格為城市，但《Municipal Corporations Act (Ireland) 1840》撤消她們的城市地位。
2014年地方政府改革法案實施，利默里克及沃特福德市議會將與相應的郡議會合併，而所有市鎮和鎮議會將通過新的“市轄區”所取代郡範圍內的城市和農村地區。 然而，“城市”和“自治市鎮”的名稱將被移轉到，相關郡、市議會內擁有“城市”或“自治市鎮”的市政當局。
| 中文譯名 | 愛爾蘭語原文 | 英語化名稱 | 建城1   | 特許     | 地方政府 | 市內人口2 | 市內及市郊總人口3 4 |
| -------- | ------------ | ---------- | ------- | -------- | -------- | --------- | ------------------- |
| 都柏林   | Átha Cliath  | Dublin     | 917年   | 1171年   | 市議會   | 505,739   | 1,045,769           |
| 科克     | Corcaigh     | Cork       | 915年5  | 1185年5a | 市議會   | 119,418   | 190,384             |
| 戈爾韋6  | Gaillimh     | Galway     | 1396年7 | 1484年8  | 市議會   | 72,414    | 72,729              |
| 利默里克 | Luimneach    | Limerick   | 922年   | 1197年   | 市議會   | 52,560    | 90,757              |
| 沃特福德 | Port Láirge  | Waterford  | 914年   | 1171年   | 市議會   | 45,775    | 49,213              |